# Petenobolus mayanus
Petenobolus mayanus är en mångfotingart som beskrevs av Loomis 1968. Petenobolus mayanus ingår i släktet Petenobolus och familjen Messicobolidae. Inga underarter finns listade i Catalogue of Life.